# Ygal Gleim
Ygal Gleim Sroussi (* 2. Oktober 1972 in Bochum) ist ein deutscher Schauspieler und Filmemacher.

## Leben und Wirken
Ygal Gleim absolvierte seine Schauspielausbildung an der Berliner Schule für Bühnenkunst. Sein Debüt gab er 1991 in der Fernsehserie Unser Lehrer Doktor Specht. Im selben Jahr wurde er als Schauspieler für den deutschen Fernsehpreis Telestar nominiert. Seitdem war Ygal Gleim in verschiedenen deutschen Fernsehproduktionen und Kinofilmen zu sehen.
Durch die Fernsehserien Marienhof und Unser Lehrer Dr. Specht wurde er einem breiteren Publikum bekannt. In der Serie Marienhof verkörperte Ygal Gleim zwei Jahre lang die Figur des Ronald „Ronny“ Berger.
Neben der Schauspielerei arbeitet Ygal Gleim als freier Filmemacher und Editor in Berlin, wo er auch lebt und aufgewachsen ist.

## Filmografie (Auswahl)
- 1991–1992: Unser Lehrer Doktor Specht (Fernsehserie)
- 1992: Schuld war nur der Bossa Nova (Fernsehfilm)
- 1992: Mutter mit 16 (Fernsehfilm)
- 1992–1994: Marienhof (Fernsehserie)
- 1993: Praxis Bülowbogen Folge 70 – Vollmond
- 1995: Mutter mit 18 (Fernsehfilm)
- 1995: Polizeiruf 110: 1A Landeier (Fernsehreihe)
- 1995: Kinder des Satans (Fernsehfilm)
- 1995: Ein Richter zum Küssen (Fernsehfilm)
- 1997: Mord für eine Schlagzeile (Fernsehfilm)
- 1998: SOKO 5113 (Fernsehserie)
- 1999: Todesengel (Fernsehfilm)
- 1999: Ben & Maria – Liebe auf den zweiten Blick (Fernsehfilm)
- 2001: Ein Fall für zwei (Fernsehserie)
- 2002: Liebe ist die beste Medizin (Fernsehfilm)
- 2004: Kleinruppin forever
- 2004: Arne Friedman
- 2005: Kampfansage – Der letzte Schüler
- 2005: Was heißt hier Oma! (Fernsehfilm)
- 2006: Wolffs Revier (Fernsehserie)
- 2006: Der Besuch (Kurzfilm)
- 2010: London liegt am Nordpol (Kurzfilm)
- 2011: Der Fall Max Mustermann (Kurzfilm)
- 2012: Auf den zweiten Blick
- 2013: Notruf Hafenkante (Fernsehserie, Folge Das Geheimnis der Braut)
- 2015: Tatort – Hinter dem Spiegel (Krimiserie)
- 2016: Tatort – Es lebe der Tod
- 2018: Tatort – Meta
- 2020: Tatort: Parasomnia
- 2023: Der Greif (Fernsehserie, Mitwirkung in drei Folgen)

## Auszeichnungen
- 1992: Nominierung für den Telestar in der Kategorie Förderpreis